# Stará správní budova Spolchemie
Stará správní budova Spolchemie je neogotická palácová stavba v Ústí nad Labem.
Správní budovu si nechal tehdejší Rakouský spolek pro chemickou a hutní výrobu postavit v letech 1893–1895 u příležitosti 40. let existence firmy. Stavitelem byl Robert Langs, který pro společnost vybudoval mimo jiné i azylové domy nacházející se v bezprostřední blízkosti areálu. Honosný styl budovy podle architekta Davida Vávry svědčí o aristokratickém vkusu jednoho z významných ředitelů Spolku, Maxe Schaffnera. Ve stejném neogotickém stylu byl postaven i již zmíněný dělnický azyl nebo například ředitelská vila v ulici Velká Hradební. V interiérech se zachovaly reprezentativní schodišťová hala a zasedací síň správní rady. Obsahují mj. množství vyřezávaných neogotických detailů nebo obrazy tyrolského umělce Josefa Reinera, například zpodobnění správní rady v kostýmech z 16. století.
Budova od svého postavení prošla určitými stavebními zásahy. První vize se objevila již po postavení nové správní budovy Spolchemie, kdy měl být celkový výraz stavby modernizován. Nejvýraznější úpravou jsou půdní vestavby ze 60. let s horizontálními okny. Po neúspěšném pokusu o prodej v roce 2016 zahájil její tehdejší vlastník, společnost Unipetrol, rekonstrukci celé budovy. V roce 2017 byla prohlášena za kulturní památku. V současnosti zde sídlí ORLEN UniCRE, a.s., výzkumně vzdělávací centrum.